# عقرب قرمز ۲
عقرب قرمز ۲ (به انگلیسی: Red Scorpion 2) یک فیلم سینمایی اکشن آمریکایی محصول سال ۱۹۹۴ با بازی مت مک کولن، جان_سوج و جنیفر رابین به کارگردان مایکل کندی است. قسمت اول این فیلم در سال ۱۹۹۸ با نام «عقرب قرمز» که در آن دولف_لاندگرن بازی می‌کند. با وجود تشابهه اسمی این داستان عمدتاً به قسمت اول مربوط نمی‌باشد.

## بازیگران
- مت مک کالم … نیک استون[۲]
- جان سوج … اندرو کندریک[۳]
- جنیفر رابین … سام گینس
- پل بن-ویکتور … وینس دی آنجلو
- رال اندروز … وینستون «دیوانه سگ» پاول
- دانکن فریزر … آقای بنجامین
- جورج تولیتوس … گرگوری
- مایکل ایرون ساید … سرهنگ
- ولادیمیر کولیچ … هانس
- سوکی کایزر … دونا
- جری واسرمن … استینبرگ
- کیم تای-چونگ … جو
- آنتونی استمبولیه … عبدی
- سامانتا شوبرت … رنه
- گابریل هوگان